# Cooking Mama (Wii)
Cooking Mama (Cooking Mama: Cook Off aux États-Unis et Cooking Mama: Minna to Issho ni Oryouri Taikai! au Japon) est un jeu de cuisine sur Nintendo Wii, développé par Office Create et publié par Taito au Japon, Majesco en Amérique du Nord, et 505 Games en Europe et en Australie. Il s'agit de l'adaptation du jeu Cooking Mama sur Nintendo DS.
Le jeu est sorti le 8 février 2007 au Japon et le 20 mars 2007 en Amérique du Nord. En Europe (sauf en Allemagne), il est sorti le 11 mai 2007, suivi par sa sortie en Australie le 17 mai 2007.

## Système de jeu

### Généralités
Le joueur doit confectionner des plats en réussissant une série de mini-jeux courts. Chaque mini-jeu représente une étape de la préparation du plat ; un plat complet demande entre deux et plus d'une douzaine d'étapes. Le joueur utilise la Wiimote pour mimer les mouvements d'un cuisinier. Par exemple, pendant un mini-jeu consistant à hacher de la viande de bœuf, le joueur peut avoir à faire des mouvements circulaires avec la Wiimote pour tourner la manivelle d'un hachoir à viande virtuel. Les fonctions de détection de mouvement et de pointage de la Wiimote sont utilisées, selon le mini-jeu en cours.
Le jeu propose 55 recettes différentes originaires de 10 pays différents (la France, le Royaume-Uni, les États-Unis, l'Allemagne, l'Inde, le Japon, la Chine, la Russie, l'Italie, et l'Espagne) utilisant plus de 300 ingrédients différents. Le nombre initial de recettes est relativement faible, mais de nouvelles recettes deviennent accessibles quand les précédentes sont réussies. Les plats réalisables sont présentés dans une sorte de livre de cuisine, chaque recette étant marquée d'un drapeau indiquant son pays d'origine. Le jeu possède moins de recettes que la version DS de Cooking Mama, mais les plats incluent généralement plus d'étapes et d'ingrédients.

### Scores
Comme pour la version DS, le joueur est noté selon la précision et la rapidité avec lesquelles il a réalisé les différentes étapes. Chaque mini-jeu se termine par l'attribution d'un score basé sur la réussite du jeu et le temps restant. Une fois le plat terminé, le joueur reçoit une médaille selon son score moyen dans les différentes étapes. Contrairement à la version DS, le meilleur score total est enregistré, ce qui permet aux joueurs d'essayer de battre leur record précédent, même après avoir gagné une médaille d'or pour le plat concerné.
Si le joueur réussit un mini-jeu sans faire une seule erreur, cela peut lui rapporter un bonus sur son score.

### Modes de jeu
Le mode de jeu de base s'appelle Friends and Food of the World (« Amis et cuisine du monde »). Le joueur joue contre des « amis » virtuels de différents pays pour faire leurs recettes favorites. Chaque « ami » est spécialisé dans certaines recettes locales ; le jeu inclut des recettes de 10 pays différents. Comme les « amis » font peu d'erreurs, le joueur doit être à la hauteur pour gagner. Quand il gagne contre ses adversaires, le joueur reçoit un ustensile de cuisine (souvent orné d'or), tandis qu'en cas d'échec, il gagne un prix de consolation décoratif.
Le jeu inclut également un mode pour deux joueurs, intitule Friends and Food (« Amis et cuisine »), où deux joueurs s'affrontent sur la même recette. Les deux joueurs jouent simultanément sur leur Wiimote, devant un écran partagé en deux. Une fois le plat terminé, les scores des deux joueurs sont affichés et celui qui a le score le plus haut est le vainqueur.

## Accueil
Avant la sortie du jeu, la presse créa l'enthousiasme, comme Wired News qui proclama le jeu « Best Game of CES 2007 ». Cependant, après avoir joué au jeu, plusieurs critiques notèrent que le jeu était moins réactif et intuitif que son prédécesseur sur DS. Selon certains critiques, il peut être difficile de faire correctement une action simple avec la Wiimote, ce qui est frustrant. Le jeu était toujours considéré comme amusant, mais le manque de réactivité et plusieurs problèmes de contrôle gâchaient le plaisir, si bien qu'IGN lui donna une note de 5,8 sur 10 seulement, tandis que le magazine japonais Famitsu lui donna un score de 29 sur 40.
Dans son numéro de mai 2007, Electronic Gaming Monthly et ses trois éditeurs donnèrent au jeu des notes de 7/10, 7,5/10 et 8/10, l'évaluant globalement comme « bon ».
En octobre 2007, la note de Cooking Mama: Cook Off par GameRankings et Metacritic était de 62 %.